# Penedès

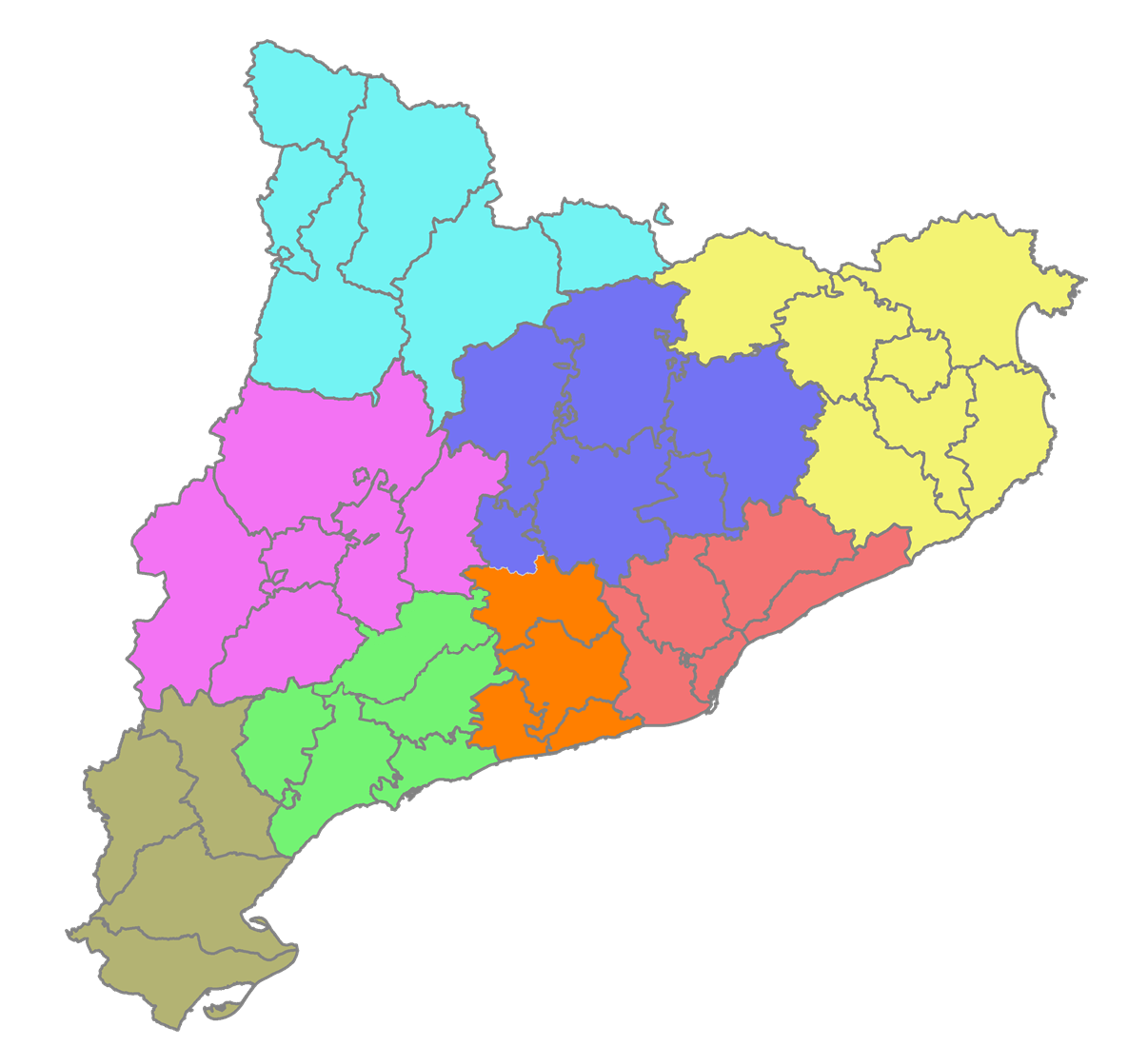
De AFT van het Pla territorial general de Catalunya, met de Penedés in het oranje

De Penedès (vaak ook aangeduid met lidwoord: El Penedès) is een historisch Catalaans deelgebied dat geografisch gezien natuurlijke grenzen heeft. Bij een herindeling in 1936 is het gebied opgedeeld in de comarcas Alt Penedès, Baix Penedès en Garraf, en een gedeelte is opgegaan in de comarca Anoia. Sinds 2006 is het gebied weer verenigd door middel van het Pla territorial general de Catalunya, dat als doel een nieuwe geografische ordening van Catalonië heeft, ter vervanging van de 4 provincies die nu gezamenlijk Catalonië uitmaken. 
Historisch gezien is de hoofdstad van de Penedès Vilafranca del Penedès. De grootste stad is Vilanova i la Geltrú en andere grote plaatsen zijn Igualada, El Vendrell en Sitges. Het gebied is niet alleen historisch gezien een eenheid, maar ook cultureel (het heeft een eigen dialect) en natuurlijk.